# Synagoge (Middelburg)

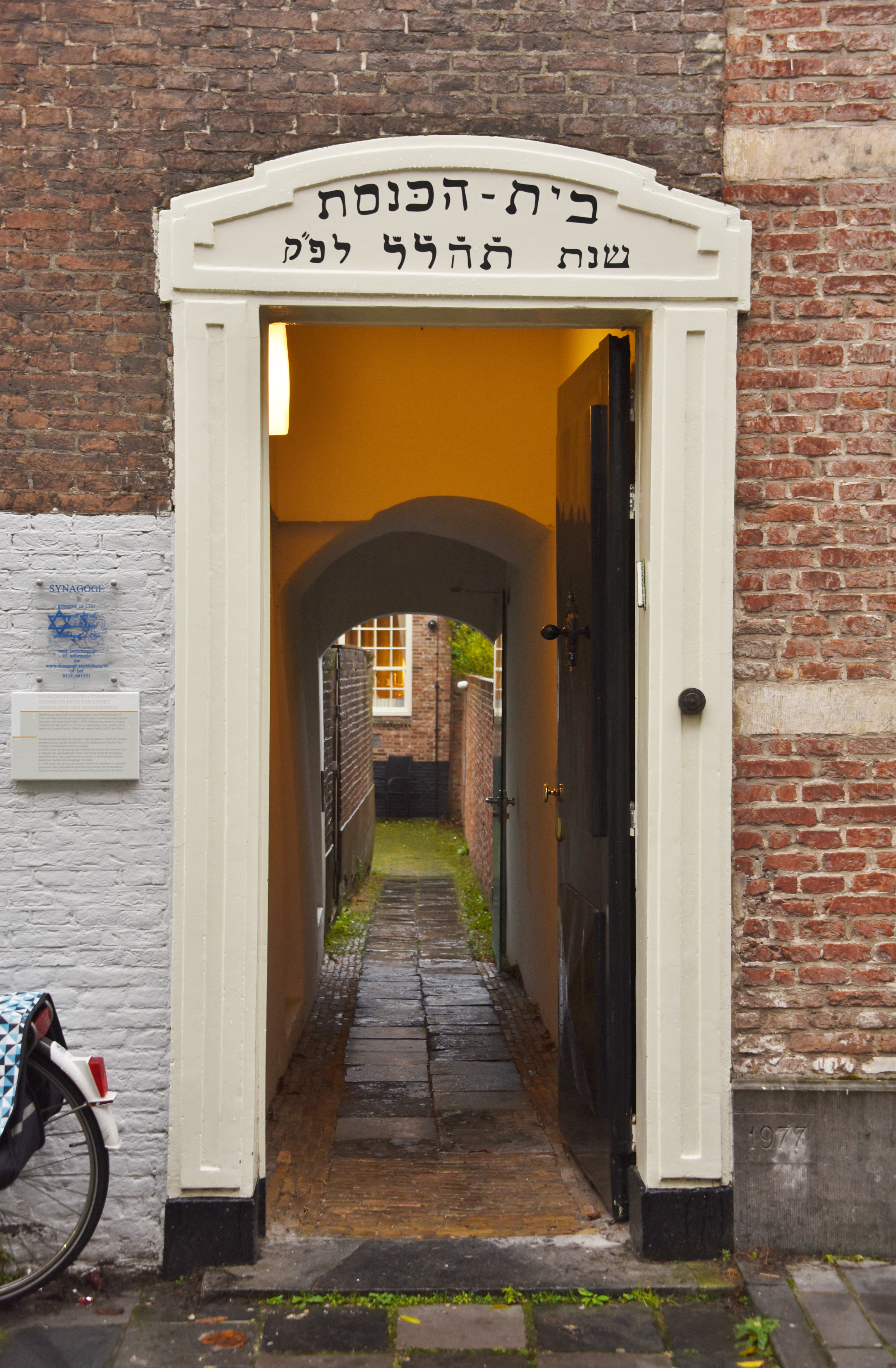
Ingang van de Middelburgse synagoge

De synagoge van Middelburg bevindt zich tussen in het gebied tussen de Sint Janstraat en de Herenstraat. Ze werd in 1705 gebouwd in de achtertuin van de woning van de joodse koopman Benjamin Levie. De ingang bevindt zich nu in de Herenstraat. Het is de eerste synagoge die buiten Amsterdam op Nederlandse bodem werd gebouwd.
In 1863 kreeg het bestuur van de Joodse Gemeente Middelburg een Torarol aangeboden, die zij geaccepteerd hebben.

## Oorlogsjaren en later
Tijdens de Tweede Wereldoorlog werd het gebouw gebruikt als opslagplaats voor in beslag genomen radio's. Tijdens de bevrijding van Walcheren in 1944 werd het gebouw door een Engelse granaat getroffen en zwaar beschadigd. Omdat er na de oorlog nauwelijks meer sprake was van een Joodse gemeenschap, werd de synagoge aan haar lot overgelaten.  
Het heeft daarom tot 1994 geduurd voordat de synagoge gerestaureerd werd en in november van dat jaar op plechtige wijze weer in gebruik genomen werd. De restauratie is gefinancierd door de Rijksdienst voor de Monumentenzorg, de Provincie Zeeland, de gemeente Middelburg en donateurs. Het interieur is modern en multifunctioneel zodat er niet alleen diensten kunnen worden gehouden, maar ook lezingen en huiskamerconcerten. 
In 2022 kon de gemeente voor het eerst na ruim driehonderd jaar een eigen thorarol laten schrijven in Jeruzalem. Daaraan is een jaar gewerkt door de sofeer met speciale inkt en een ganzeveer op perkament. Op 19 juni 2022 kwam de rol aan in Middelburg en werden de laatste woorden geschreven.

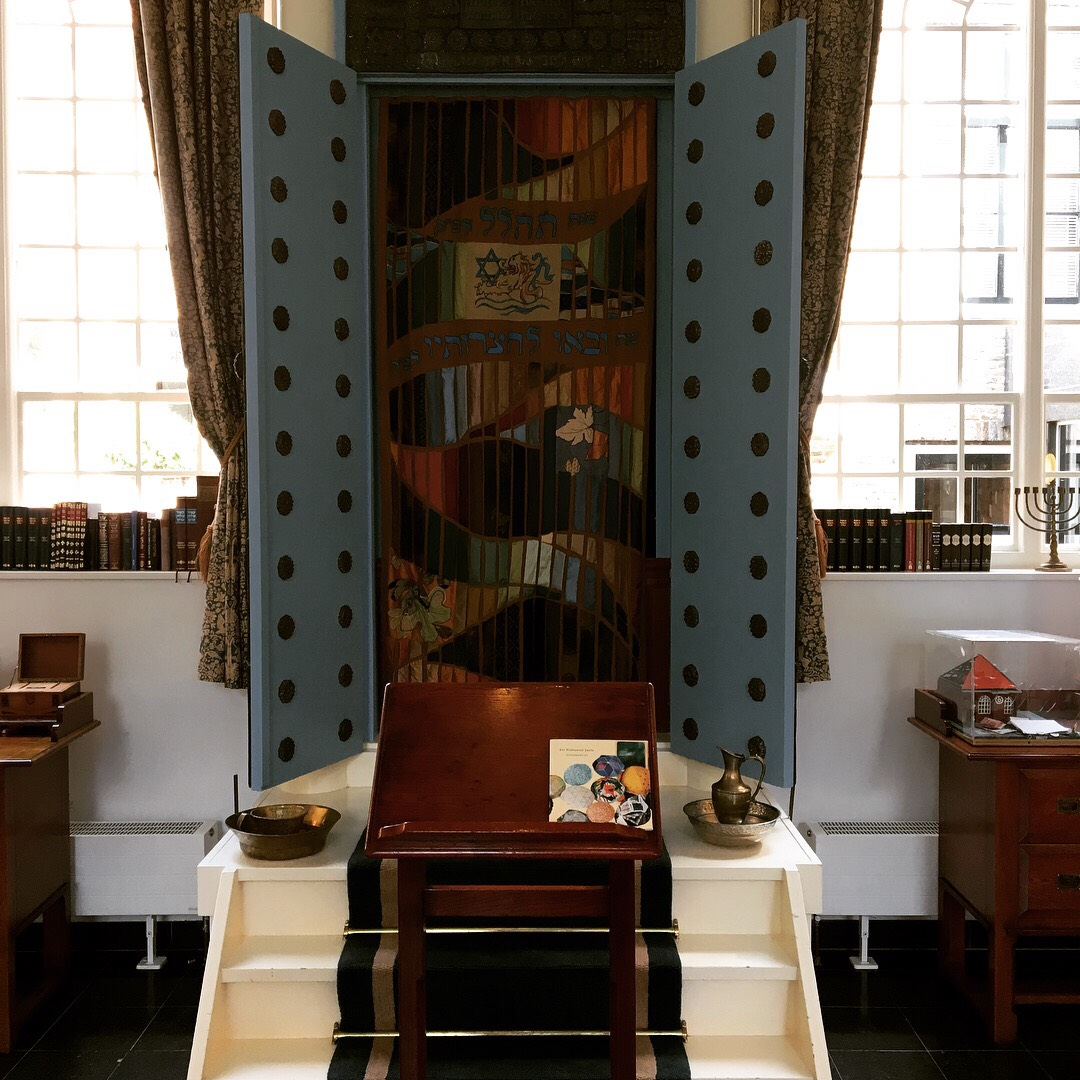
De aron-hakodesj in de synagoge van Middelburg. Hierin worden de torarollen bewaard. Deze 'kast' is altijd richting Jeruzalem, daar waar ooit de Tweede Tempel stond.